# Marco Marchetti
Marco Marchetti (Faenza, 1528 circa – Faenza, 1588) è stato un pittore italiano.

## Vita e opere
Nato a Faenza, anche noto come Marco da Faenza, è stato un italiano pittore del tardo-rinascimento o periodo manierista. Nel 1566 decora a grottesche il soffitto del Voltone della Molinella, nel palazzo comunale di Faenza, un ambiente coperto da una ampia volta ad ombrello. Ha dipinto un’Adorazione dei pastori (1567), originariamente nella chiesa della Confraternita di Santa Maria dell'Angelo, ma ora nella Pinacoteca di Faenza. Egli ha anche dipinto insieme a Giorgio Vasari una serie di affreschi di Palazzo Vecchio che rappresentano la vita di Ercole, oltre che le volte della scala interna. Ha dipinto una pala d'altare che rappresenta il Martirio di Santa Caterina d'Alessandria (1580) nella chiesa di San Antonio a Faenza.
È presente a Rimini una grande pala nella Chiesa Santa Maria in Corte detta Dei Servi, posta sopra l'ingresso laterale a fianco dell'altare maggiore. Vi è rappresentato il tema della Conversione di Saul liberamente ispirata all'affresco di Michelangelo della Cappella Paolina.
Probabilmente eseguita durante la permanenza a Rimini del suo maestro Giorgio Vasari che lavorò alla pala d'altare della Chiesa di Santa Maria Nuova del Scolca (oggi San Fortunato) e al San Francesco riceve le Stigmate, oggi al Tempio Malatestiano di Rimini. 
Probabilmente di mano del Marchetti erano anche i soffitti di Palazzo Lettimi di Rimini, del quale si possono visionare alcune piccole parti recuperate dalle macerie dell'ultima guerra oggi al Museo della Città di Rimini.

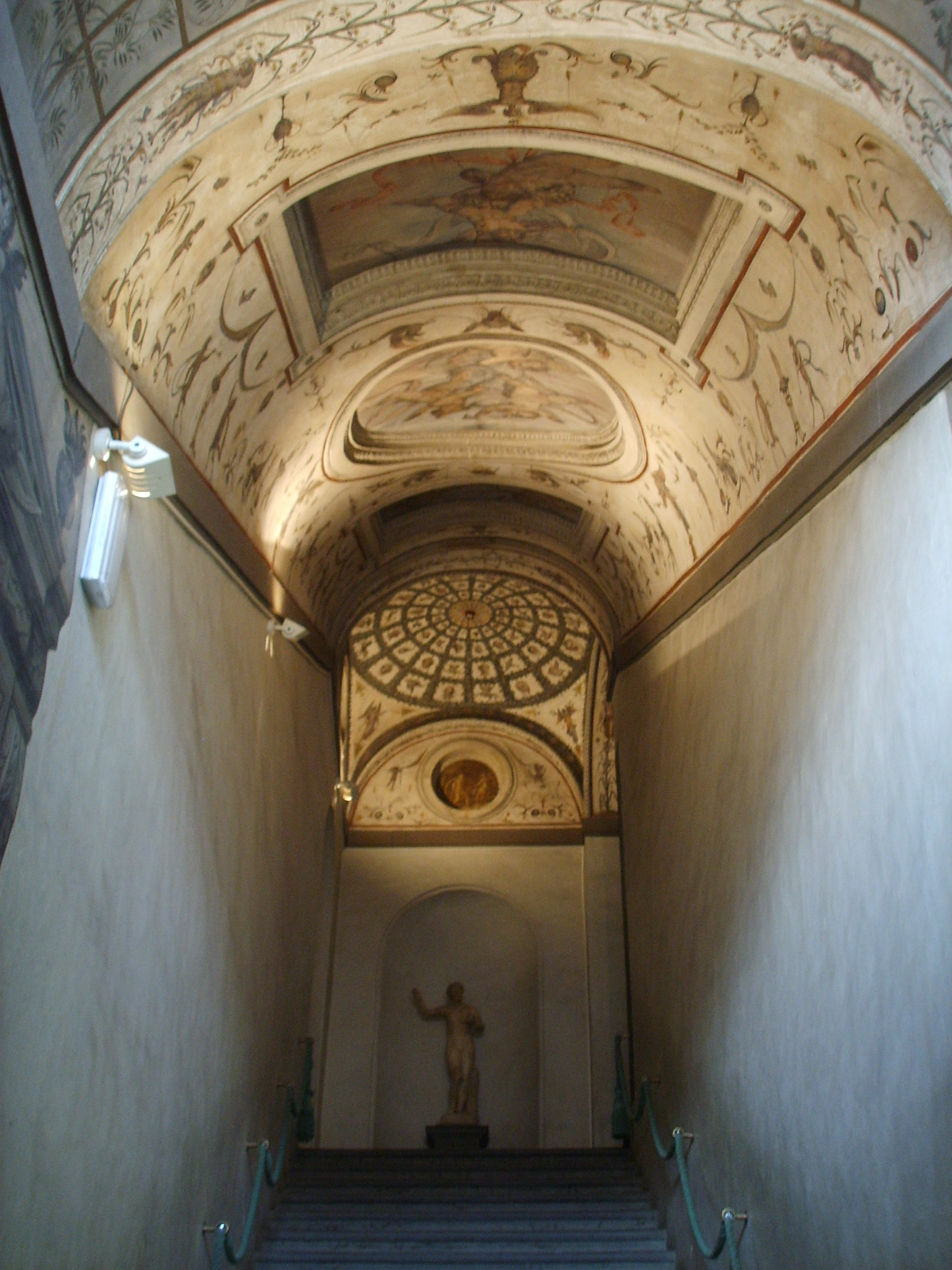
Scala di Palazzo Vecchio, Firenze.